# Vasile Ilea (medic)
Vasile Ilea (n. 26 octombrie 1891, Șomcuta Mare, comitatul Sătmar, Austro-Ungaria – d. 23 noiembrie 1969, Mocrea, județul Arad, România) a fost un psihiatru român participant la Marea Adunare Națională de la Alba Iulia de la 1 decembrie 1918 și un colaborator activ al Asociației Transilvane pentru Literatura Română și Cultura Poporului Român (ASTRA).
În calitate de lider regional din Maramureș al ASTREI, precum și în contextul opiniilor sale afiliate eugenismului, s-a remarcat prin înființarea primei școli țărănești pentru adulți din România și a pus bazele metodologice ale rețelei formate din astfel de școli. A fost de asemenea promotor al presei locale interbelice și s-a remarcat pe plan local ca inițiator și dezvoltator al mișcării sportive de masă.
În plan administrativ, a fost prefect al județului Maramureș în epoca interbelică și a ocupat funcții de director al spitalelor din Lugoj și Oradea, precum și a celui de psihiatrie din Sighetu Marmației.
Fiul său, numit tot Vasile Ilea, a fost printre cei care au pus bazele Neuropsihiatriei Infantile din România.

## Primii ani
Vasile Ilea s-a născut la 26 octombrie 1891 la Șomcuta Mare  din comitatul Sătmar, inclus pe atunci părții ungare a Imperiului Austro-Ungar.
Tatăl său a fost funcționar, iar mama sa casnică, viitorul medic având încă patru frați. După ce a urmat cursurile școlilor din Făurești, Comuna Copalnic-Mănăștur și Baia Mare, ca bursier, a absolvit cursurile liceului „Samuil Vulcan” din Beiuș, remarcându-se ca unul dintre elevii de elită ai acestuia. Între 1912 – 1918, Ilea a studiat medicina la facultatea de profil din Budapesta. Aici a făcut parte din Societatea Academică Studențească Petru Maior.

## Cariera
După absolvirea facultății, a lucrat ca medic psihiatru în Budapesta și ulterior la Fiume (actualmente Rijeka, Croația).
Potrivit mărturiilor sale, Ilea se afla în noiembrie 1918 în Budapesta. În acest oraș, în care exista o comunitate românească diversificată formată din studenți, muncitori și funcționari ai statului, care se întruneau în cadrul diferitelor asociații culturale, profesionale sau politice, în luna respectivă s-a decis compoziția delegației românești care avea să plece spre Alba Iulia, pentru a lua parte la Marea Adunare Națională.
Ajuns la Alba-Iulia în seara zilei de 30 noiembrie 1918, cu delegația, medicul Vasile Ilea avea să constate că atmosfera era dominată de un sentiment de bucurie, manifestat prin intonarea unor cântece patriotice. După ce a participat la manifestațiile locale din ziua de 1 decembrie 1918, Ilea a luat parte ulterior, tot în aceeași zi, la congresul medicilor ardeleni desfășurat sub conducerea Dr. Iuliu Hațieganu.
Reîntors în Maramureș după 1918, a organizat pe plan local asistența pacienților psihiatrici și a înființat Spitalul de Psihiatrie din Sighetu Marmației, căruia i-a devenit în anul 1920, director. Începând din anul 1923, a depus o activitate consistentă în ce privește anchetele sanitare efectuate în satele din Maramureș, anchete pe care le-a continuat timp de 20 de ani. În anul 1930, a fost ales președinte al Colegiului Medical din județ.
În perioada 1932-1933 a ocupat funcția de prefect al județului Maramureș.
Refugiat la Lugoj în 1940, ca urmare a Dictatului de la Viena, Ilea a rămas acolo până în anul 1947 și a ocupat în acest timp, în calitate de medic primar psihiatru, funcția de director al spitalului din oraș.
Între 1947 – 1957, a ocupat funcția de director al spitalului din Oradea, după care s-a pensionat. Nu și-a încheiat însă, activitatea profesională, deoarece a continuat să practice medicina la spitalul de psihiatrie din Mocrea, județul Arad, localitate în care a murit la 23 noiembrie 1969,  la vârsta de 78 de ani, fiind îngropat la Oradea în Cimitirul Municipal.

## Activitatea în cadrul ASTRA
A fost un colaborator activ al Asociației Transilvane pentru Literatura Română și Cultura Poporului Român (ASTRA) și a devenit, în anul 1926, președintele despărțământului (filialei) Maramureș al ASTREI, funcție pe care a deținut-o până în anul 1934. A fost, de asemenea, membru al Comitetului Central național al ASTREI.
A oferit atenție inițierii și dezvoltării mișcării sportive de masă. Sub coordonarea sa, datorită faptului că asociația a închiriat Palatul Culturii din Sighet, acesta a ajuns să adăpostească biblioteca, un atelier de pictură, o sală de gimnastică, o sală de ședințe și un muzeu etnografic. Totodată, filiala locală a ASTREI a contribuit la păstrarea memoriei războiului și a celor căzuți, prin amplasarea de plăci comemorative.
Datorită faptului că Ilea a dorit să îmbunătățească viața cotidiană a țăranilor, acesta s-a numărat printe pionierii organizării școlilor țărănești în zona Sighetului, unde în 1931 a organizat cursuri de apicultură. Un an mai târziu, la Sighet, dr. Ilea a organizat în mod experimental primul curs recunoscut ca atare și susținut de ASTRA, prin elaborarea unei programe și a unor tematici de curs. Furnizând informații despre agricultură, zootehnie, pomicultură, igiena personală, a locuinței și a mediului de lucru, despre constituție și legislația României, asociații agrare și împrumuturi, cooperație, propagandă culturală, cântece și educație fizică, aptitudini și deprinderi religioase, cunoștințe generale despre lume și știință și deprinderi militare, aceste cursuri s-au înscris în cadrul unei programe care a urmat să fie folosită de ASTRA în școlile pe care aceasta le-a organizat ulterior, pentru țărani.
Dată fiind eficiența respectivei forme de școlarizare (cel puțin, pe termen scurt), Vasile Ilea a înaintat în iulie 1932, conducerii ASTREI, un proiect de sistematizare și de permanentizare a acestei forme de școlarizare. Aceste școli urmau astfel să asigure instruirea, precum și educarea în spirit practic gospodăresc și civic-moral, a tineretului sătesc care beneficiase numai de instrucția elementară școlară (7 clase) și au fost văzute, ulterior, drept forme specifice de manifestare a ASTREI, cu scopul de a emancipa masele de țărani. Conform obiectivului auto-asumat, elevii unor asemenea instituții urmau să rămână țărani și să se reîntoarcă în comunitățile lor, pentru a deveni lideri și în același timp, instrumente ale ameliorării culturale. În 1934, din partea lui Ilea a venit propunerea ca să existe cursuri similare și pentru femei.
În zonă, școlile s-au deschis și au funcționat până la ocuparea Maramureșului de către trupele ungare, în comunele Vad, Bârsana, Ieud, Desești, Săpânța și Vișeu de Sus.
Contributor de altfel regulat al Buletinului Eugenic și Biopolitic, dr. Ilea s-a înscris în curentul eugenist al epocii, fiind de partea celor care, în cadrul ASTREI, au dorit să creeze și să susțină programe permanente de educație a adulților. Cel mai important efort al ASTREI a fost acela de dezvoltare a școlilor țărănești, iar Ilea a fost primul care și-a asumat un astfel de efort.
În anul 1933 Vasile Ilea a publicat un studiu intitulat Școala superioară țărănească și în același an a organizat o serie de conferințe având ca subiect igiena, sănătatea publică și biologia națiunii române. Cartea a avut drept obiectiv crearea unui cadru de organizare a unor astfel de școli, asociindu-le și caracterul de mijloace de diseminare a principiilor biopolitice.
Ideea lui Ilea a prins rădăcini în județele din jur, precum și în întreaga țară, exemplul său al Școlii Superioare Țărănești de la Sighet beneficiind de elogiile presei, fiind preluat de multe localități și fiind apreciat și susținută de sociologul Dimitrie Gusti. În mai puțin de un deceniu, numărul școlilor a ajuns la peste 500 și cel al cursanților (elevi-țărani), la peste 15.000.
În paralel, medicul Vasile Ilea a fondat în 1926 revista umoristică Pupăza, care a apărut timp de trei ani și ale cărei rânduri au fost redactate, în mare parte, de el. Ulterior, în 1927, acesta a fondat publicația săptămânală ASTRA Maramureșului, care a supraviețuit până în preajma Dictatului de la Viena.

## In memoriam
O stradă din Sighetu Marmației poartă astăzi numele său.